# Rotschnabelente

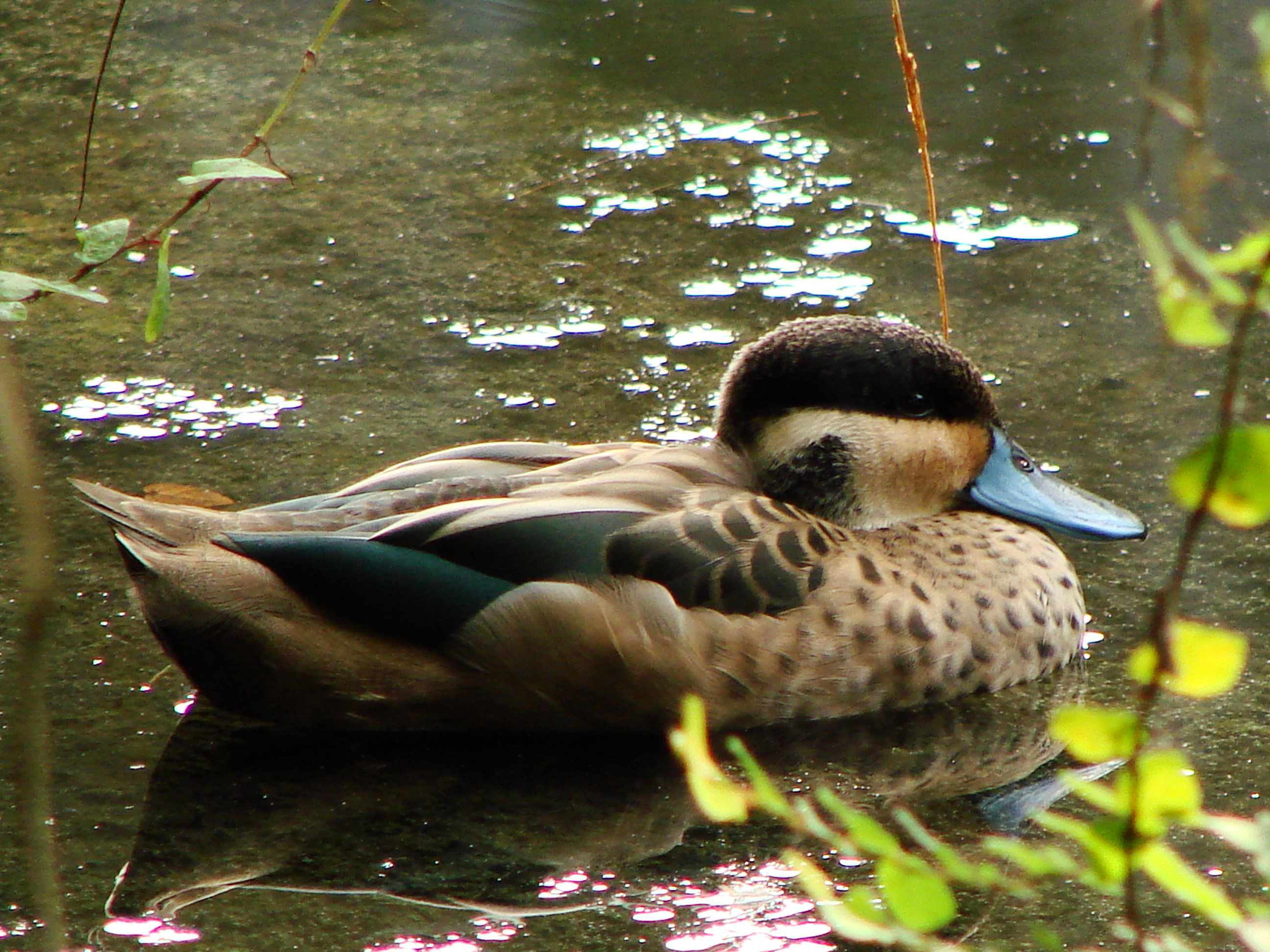
Pünktchenente – die Rotschnabelente und die Pünktchenente weisen eine gewisse Ähnlichkeit auf. Wesentliches Unterscheidungsmerkmal sind Größe sowie Wangen- und Schnabelfärbung.

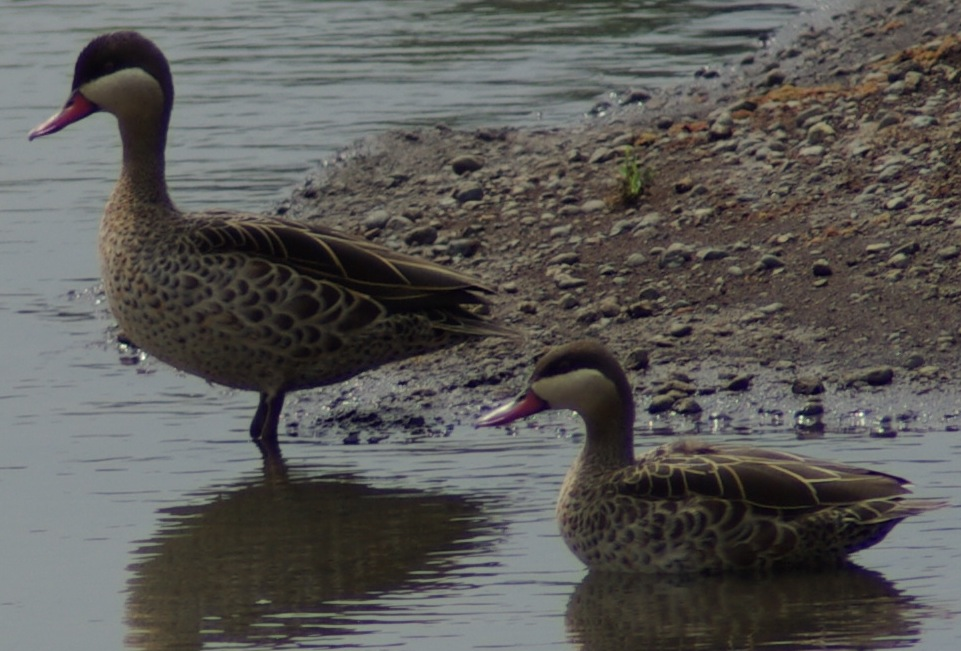
Rotschnabelenten

Die Rotschnabelente (Anas erythrorhyncha) ist ein afrikanischer Entenvogel, der zu den Schwimmenten gerechnet wird. In Afrika zählt diese Entenart vermutlich zu den individuenstärksten.

## Erscheinungsbild

### Allgemeine Charakteristika und Verwechslungsmöglichkeiten
Die Rotschnabelente ist eine mittelgroße Ente. Sie erreicht eine Körpergröße von 43 bis 48 Zentimetern. Der rote Schnabel und die auffällig hellen Wangen und Kehle, die mit der dunklen Kopfkappe und dem dunklen Nacken kontrastieren, machen sie in ihrem natürlichen Verbreitungsgebiet unverwechselbar. Aus der Entfernung kann sie mit der Pünktchenente verwechselt werden, mit deren Verbreitungsgebiet sich das der Rotschnabelente in vielen Regionen Afrikas überlappt. Die Pünktchenente ist jedoch deutlich kleiner und bei ihr sind die Wangen hellbraun und der Schnabel – vom schwarzen Schnabelnagel abgesehen – durchgehend bleigrau. Auf Madagaskar können fliegende Rotschnabelenten mit der seltenen Bernierente verwechselt werden. Diese besitzt jedoch einen weißen Flügelspiegel, während die Rotschnabelente einen cremefarbenen hat.

### Details des Erscheinungsbildes
Rotschnabelenten weisen weder einen saisonalen Dimorphismus auf, noch gibt es bei dieser Art einen auffälligen Geschlechtsdimorphismus. Männchen sind lediglich geringfügig größer. Zwischen den beiden Geschlechtern besteht jedoch ein deutlicher Stimmunterschied. Die Männchen geben ein leises Surren von sich, während die Weibchen knarrend quaken.
Das Körpergefieder ist insgesamt graubraun. Die Schulter- und Scapularfedern sind dunkel schokoladenbraun. Die Körperfedern haben alle einen hellen Saum, so dass das Federkleid insgesamt geschuppt wirkt. Die Körperunterseite ist dunkler als die Brust und der Rumpf. Der Schwanz ist verhältnismäßig kurz. Die Unterflügel sind dunkel. Der Flügelspiegel ist breit und von einem schmalen, dunklen Band eingefasst. Der Schnabel ist auffällig leuchtend rot, der Schnabelfirst des Oberschnabels ist dunkelbraun bis schwarzbraun. Die Beine sind grau, die Augen braun. Bei den Männchen ist das Federkleid während der Fortpflanzungszeit insgesamt etwas kontrastreicher. Sie wirken dann etwas stärker geschuppt. Jungenten gleichen weitestgehend den ausgewachsenen Rotschnabelenten, ihre Gefiederfärbung ist aber etwas matter und der Schnabel ist bei ihnen eher rosafarben. Die Vollmauser erfolgt nach beendeter Brut. Rotschnabelenten sind dabei für 24 bis 28 Tage flugunfähig.
Die Küken sind auf der Oberseite dunkelbraun, auf der Unterseite blassgelb. Das Gesicht ist blass; auffällig dagegen abgesetzt sind die gelben Wangen. Die Küken haben einen auffälligen Augenzügel und einen dunklen Ohrfleck.

## Verbreitungsgebiet
Das Verbreitungsgebiet der Rotschnabelente sind der Süden und Osten Afrikas sowie Madagaskar. Das Verbreitungsareal reicht von Äthiopien und Sudan im Norden bis nach Angola und der Kapprovinz in der Südafrikanischen Republik. Die Rotschnabelente gilt überwiegend als Standvogel. Einige Populationen ziehen jedoch auch, wenn sich die Bedingungen in den von ihnen genutzten Feuchtgebieten verschlechtern. Beringte Vögel hat man bis zu 2.191 Kilometer vom Beringungsort wieder aufgefunden. Im Süden Afrikas hatten sich fünf Prozent aller wieder aufgefundenen Vögel mehr als 1.000 Kilometer vom Beringungsort entfernt. Es gilt aber als wahrscheinlich, dass es keine Zugbewegungen zwischen den südwestlichen und den östlichen Populationen gibt. Die Zugbewegungen der Populationen im Süden verlaufen eher entlang der westafrikanischen Küste. Die Rotschnabelente scheint auf Madagaskar nicht sehr häufig zu brüten, obwohl sie auf Madagaskar ein durchaus häufiger Vogel ist. Daraus wird geschlossen, dass Rotschnabelenten immer wieder vom Osten Afrikas nach Madagaskar ziehen. Dass die Art innerhalb ihres Verbreitungsgebietes wandert, wird auch durch Meldungen über Irrgäste belegt. So hielt sich ein kleinerer Trupp Rotschnabelenten von Juni bis Juli 1968 auf dem Gebiet des Kibbuz Ma’agan Micha’el in Israel auf.

## Bestand
Die Rotschnabelente ist in vielen Bereichen ihres Verbreitungsgebietes eine häufige Ente. Oft ist sie sogar die häufigste Entenart überhaupt. Das gilt auch für Madagaskar, wo ihre Zahl wegen der umfangreichen Habitatveränderungen rückläufig ist. Der Bestand wird auf 500.000 bis eine Million Rotschnabelenten in Südafrika, auf 100.000 bis 300.000 Enten in Ostafrika und etwa 15.000 bis 25.000 Enten auf Madagaskar geschätzt.

## Lebensraum, Nahrung und allgemeine Verhaltensmerkmale
Der Lebensraum der Rotschnabelente sind flache Seen, Feuchtgebiete, Wasserrückhaltebecken, Viehtränken und Überflutungsgebiete. Die von ihr genutzten Gewässer sind alle eutroph. Auf Madagaskar findet man sie auch an kleinen Flüssen. Zur Nahrungssuche nutzt sie auch Reisfelder. Außerhalb der Fortpflanzungszeit kann man sie in großen Schwärmen beobachten, die aus mehreren tausend Enten bestehen. Häufig ist sie auch mit anderen Entenarten vergesellschaftet.
Rotschnabelenten suchen ihre Nahrung überwiegend gründelnd, gelegentlich grasen sie an Land. Sie nutzen auch landwirtschaftlich angebaute Pflanzen als Nahrung und finden sich nachts auf Feldern ein. Die Nahrung besteht zum größten Teil aus Wasserpflanzen sowie Samen, Wurzeln und Wirbellosen. Samen von Rispenhirsen spielen eine große Rolle in ihrer Ernährung. Während bei vielen Entenarten besonders zu Beginn der Brutzeit tierische Nahrung eine wichtige Rolle spielt und sich ein Mangel daran negativ auf die Reproduktionsrate auswirkt (beispielsweise bei der eurasischen Spießente), pflanzen sich Rotschnabelenten auch bei einer Nahrung fort, die nur zu einem geringen Anteil aus Wirbellosen, aber zu einem großen Teil aus Rispenhirsen besteht. Das erlaubt der Art eine Fortpflanzung auch in halbtrockenen Gebieten und eine Reproduktion auch in Jahren mit geringem Regenfall.

## Fortpflanzung

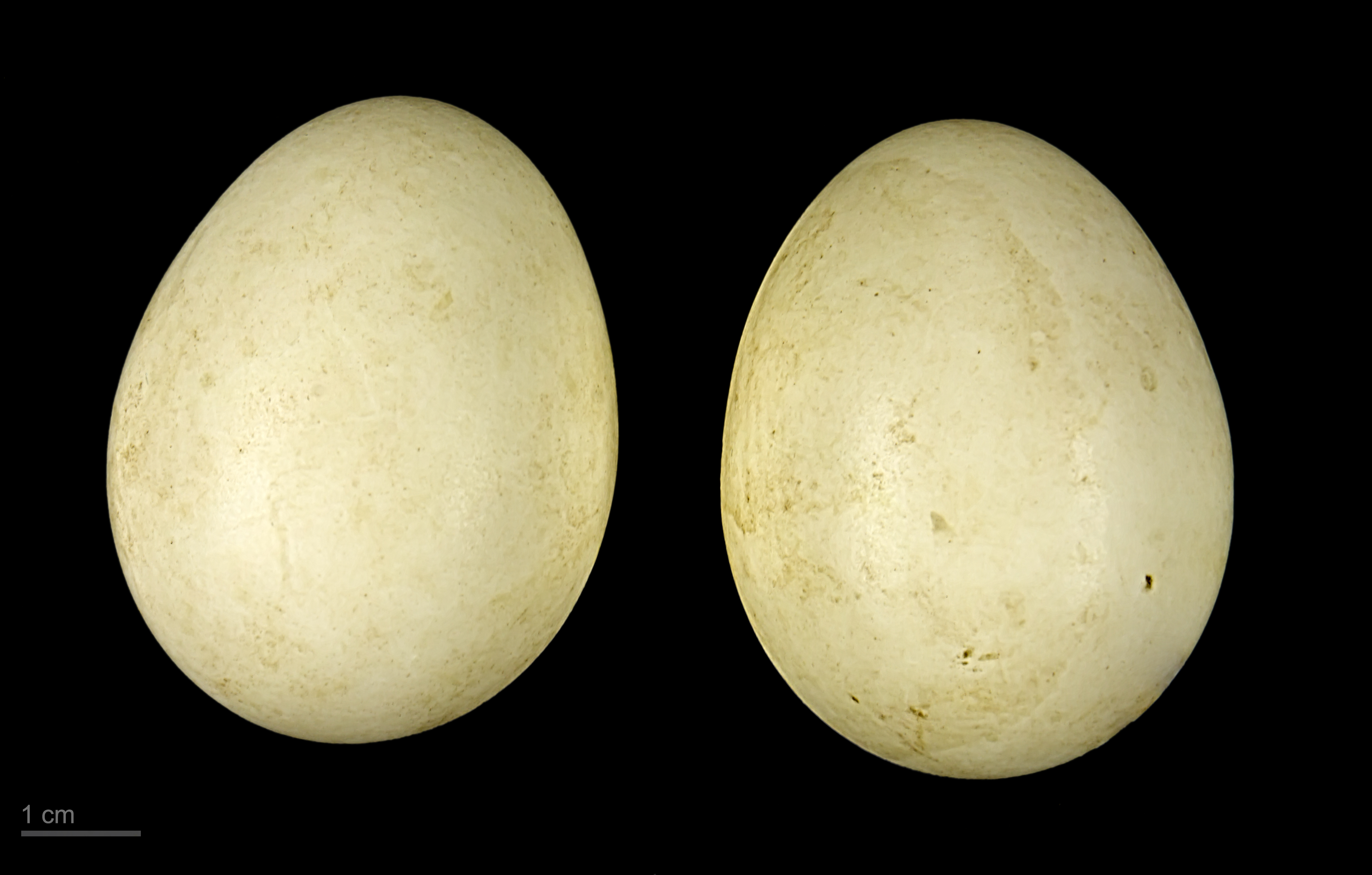
Anas erythrorhyncha

Die Rotschnabelente weist kein auffälliges Balzrepertoire auf. Zu den auffälligsten Balzgesten des schwimmenden Männchens zählt eine Kopfbewegung, bei der der Kopf nach hinten geworfen wird. Der Schnabel bleibt dabei horizontal zur Wasseroberfläche. Während der Kopfbewegung ruft das Männchen schnell hintereinander geee.
Rotschnabelenten pflanzen sich in allen Monaten des Jahres fort. Sich verändernde Wasserstände lösen den Fortpflanzungstrieb aus. Die Brutstimulanz baut sich dabei offenbar sehr schnell auf. Im Süden Afrikas fällt der Höhepunkt der Fortpflanzung in die Monate Oktober bis Mai. In der eher westlich gelegenen Kap-Provinz fällt der Höhepunkt der Fortpflanzung in die Monate August bis Oktober.
Die Nester werden im Pflanzengürtel der Gewässer errichtet und befinden sich in unmittelbarer Ufernähe. Die Nistplatzwahl und der Nestbau erfolgen allein durch das Weibchen. Das Männchen ist dabei lediglich passiver Begleiter. Die Eier sind oval, haben eine glatte Schale und sind hellbräunlich bis cremefarben. Ein Vollgelege hat im Durchschnitt zehn Eier; Gelege mit fünf bis zwölf Eiern kommen aber ebenfalls häufig vor. Der Legeabstand beträgt 24 Stunden. Die Eiablage erfolgt meist am frühen Morgen. Es brütet allein das Weibchen. Die Brutzeit beträgt 25 bis 28 Tage. Die Küken werden allein durch das Weibchen geführt. Die Männchen bilden in dieser Zeit kleine Mausergesellschaften. Die Jungenten sind nach einem Jahr fortpflanzungsfähig.

## Haltung in menschlicher Obhut

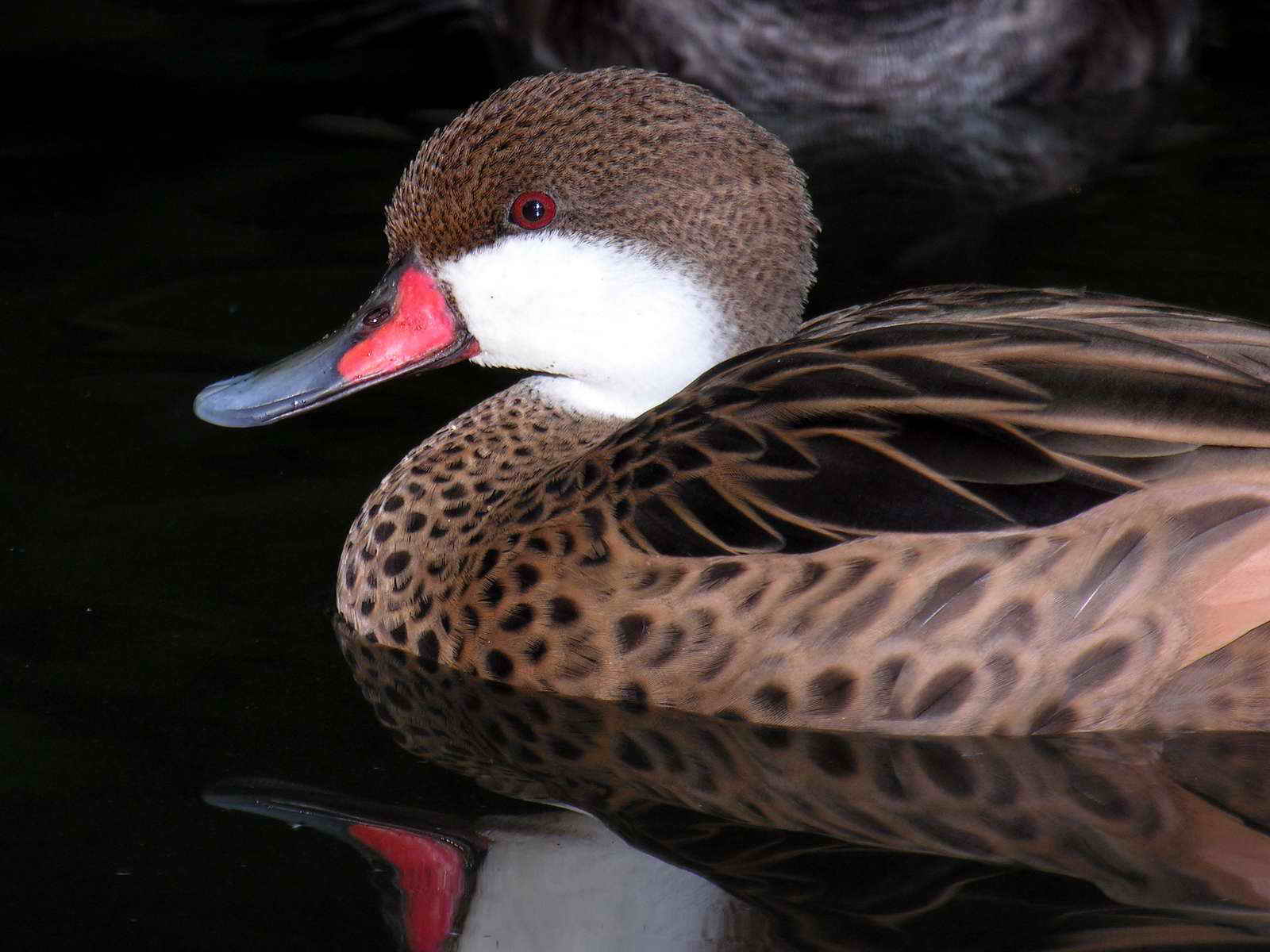
Bahamaente – sie ist der Rotschnabelente sehr ähnlich, gilt aber als die attraktivere Ente für die Wassergeflügelhaltung.

Die Rotschnabelente ist kein sehr häufiger Gehegevogel. Das ist vor allem darauf zurückzuführen, dass mit der südamerikanischen Bahamaente ein sehr ähnlich gefärbter Entenvogel existiert, der wegen seiner etwas kontrastreicheren Gefiederfärbung und seines temperamentvolleren Verhaltens von Ziergeflügelhaltern bevorzugt wird.
Die Rotschnabelente wurde erstmals 1850 im Londoner Zoo gezeigt. Im Berliner Zoo war sie das erste Mal im Jahr 1882 zu sehen. Die in Europa existierende Gehegepopulation gilt als nicht sehr groß, sie ist aber offenbar stabil und nicht durch Inzuchtdepression gefährdet.

## Belege